# Cerianthus incertus
Cerianthus incertus is een Cerianthariasoort uit de familie van de Cerianthidae. De wetenschappelijke naam van de soort is voor het eerst geldig gepubliceerd in 1932 door Carlgren.